# Goryphus alboclypeatus
Goryphus alboclypeatus là một loài tò vò trong họ Ichneumonidae.